# 仪花属
仪花属（学名：Lysidice）是云实科下的一个属，为乔木植物。该属有仪花（L. rhodostegia）、短萼儀花（L. brevicalyx）二种，分布于中国广东西部和北部。

## 物种
本属包括以下物种：
- 仪花 Lysidice rhodostegia
- 短萼仪花 Lysidice brevicalyx